# ARA Santísima Trinidad (D-2)
Eu ARA Santísima Trinidad (D-2) foi um contratorpedeiro Type 42 construído para a Armada Argentina.
Em 18 de maio de 1970, o governo argentino e a Vickers assinaram um contrato para dois contratorpedeiros.
Sua construção começou em 11 de outubro de 1971, foi lançado ao mar em 9 de novembro de 1974 e entrou em serviço em julho de 1981, sendo vítima de sabotagem em 22 de agosto de 1975.
Em 28 de março de 1982 o Santísima Trinidad partiu para as ilhas Malvinas, integrando a Força-Tarefa 40 da Operação Rosário. Em 2 de abril, depositou comandos em Stanley.
O navio afundou em Puerto Belgrano em 2013. Foi reflutuado em 2015.